# Relations entre les États-Unis et Haïti
Les relations entre Haïti et les États-Unis sont des relations bilatérales.
Selon le Global Leadership Report 2012 des États-Unis, 79 % des Haïtiens approuvent la prédominance américaine, avec 18 % la désapprouvent et 3 % sont incertains, la plus haute note parmi les pays étudiés dans les Amériques.

## Introduction
En raison de sa situation géographique, Haïti pourrait affecter la stabilité des Caraïbes et de l'Amérique latine et revêt donc une importance stratégique pour les États-Unis. Historiquement, les États-Unis ont considéré Haïti comme un contrepoids au Cuba communiste. Le potentiel d'Haïti en tant que partenaire commercial et acteur du commerce de la drogue confère à ce pays une importance stratégique pour les États-Unis. De plus, les deux pays sont liés par une importante diaspora haïtienne résidant aux États-Unis.

## Histoire

### Relations entre les États-Unis et Haïti (1804-1914)
Après qu'Haïti eut obtenu son indépendance de la France en 1804, par le moyen d'une révolte d'esclaves, le sud pro-esclavagiste craignait que cet événement n'influence les esclaves des États-Unis. Le 28 février 1806, les États-Unis décrètent un blocus contre Haïti. De riches planteurs américains avaient auparavant contribué à financer l’expédition française pour mater ce qu'ils percevaient comme une révolte d'esclaves. L'Amérique a refusé de reconnaître l'indépendance d'Haïti jusqu'en 1862.
Le président Andrew Johnson a suggéré d'annexer l'île pour renforcer son influence sur l'Europe des Caraïbes. Le gouvernement des États-Unis n’a jamais donné suite, mais a mis en place une armée active sur l’île pendant cette période. Au cours du XIXe siècle, les métis et les Noirs sont souvent entrés en conflit et ont fait appel à une intervention étrangère. Selon l'historien Hans Schmidt, l'US Navy a envoyé des navires à Haïti 19 fois entre 1857 et 1913 pour "protéger les vies et les biens des Américains" jusqu'à ce que les États-Unis occupent enfin Haïti en 1915. L' affaire Môle Saint-Nicolas est un exemple de conflit américano-haïtien.

### Occupations d'Haïti par les États-Unis (1915-1934)
Depuis 1906 en particulier, le pays est dans le champ d'application de la « diplomatie du dollar » et le département d’État fait pression en 1910-1911 sur Port-au-Prince pour assurer l'entrée de la Citibank dans le capital de la Banque nationale. Depuis, la National City Bank s’emploie à conquérir de l'intérieur l'institution tout en essayant d'acculer les gouvernements haïtiens, endettés, à accepter le contrôle des douanes. En décembre 1914, des troupes américaines s’emparent de fonds publics contenus dans la banque et les transfèrent aux États-Unis, malgré les protestations haïtiennes contre un « acte de piraterie internationale ».
Le vice-président de la Banque nationale, Roger L. Farnham, définit le plan qui sera adopté par le département d’État. Il s'agit, à la faveur d'une occupation militaire, de contrôler l’ensemble de l’administration et ainsi de favoriser les intérêts économiques américains dans le pays. En dépit d'une forte pénétration par les capitaux américains de l’économie haïtienne (chemins de fer, transports urbains, électricité, etc.), la Constitution refusait aux étrangers le droit de propriété immobilière, les tenant éloignés de nombreux secteurs (sucre, café, coton, tabac, bois, etc.).
Décidant d'intervenir par la force, les États-Unis, dont des soldats étaient présents sur l'île depuis 1914, envahissent le pays et établissent par un traité leur domination militaire, commerciale et financière. Une nouvelle Constitution est écrite par les États-Unis et instaurée en 1918. L'instauration du travail forcé et le racisme des Marines favorisent les recrutements par la résistance nationaliste, dirigée par Charlemagne Péralte, qui comprend 5 000 combattants permanents et 15 000 irréguliers. La zone de la guérilla concerne essentiellement le Nord et le Nord-Est du pays.
Après de multiples combats aux abords de certaines grandes villes, les rebelles donnent l'assaut à la capitale, Port-au-Prince, le 7 octobre 1919. Les forces d'occupation américaines peuvent compter sur leur avantage matériel : utilisation de mitrailleuses, avions de reconnaissance, missions de patrouilles et de mitraillage par des hydravions. La liberté de circulation à l'intérieur du pays est supprimée par l'occupant avec l'instauration de passeports intérieurs, et, surtout, la répression frappe régulièrement la population civile, au point que le commandement général des Marines reconnaisse la réalité de « tueries sans discrimination » dans les campagnes de contre-insurrection. Des paysans sont internés dans des camps de concentration sous prétexte de nécessité militaire de regroupement. En trois ans, 5 500 paysans y seraient morts.
Charlemagne Péralte est assassiné le 1er novembre 1919, un espion ayant conduit les Marines jusqu'à lui. Benoît Batraville reprend le commandement et parvient à maintenir l'activité de la guérilla, mais est tué au combat le 18 mai 1920. Après la mort de ses chefs, démoralisée, la guérilla s'éteint progressivement. L'occupation prend fin en 1934.

### Interventions américaines en Haïti (1957-2005)
De 1957 à 1971, François Duvalier a gouverné Haïti sous une dictature répressive, mais certains soutiennent que les États-Unis ont toléré le régime parce qu'il était fermement anticommuniste et faisait contrepoids à l'île de  Cuba communiste pendant la guerre froide. [la citation] À la mort de Duvalier, son fils, Jean-Claude ("Baby Doc"), a repris et maintenu de nombreuses politiques de son père:3–4.
L'administration Reagan a forcé Baby Doc à quitter les lieux en 1986 et lorsqu'une dictature militaire répressive est apparue, le président Reagan a suspendu son aide. L’administration de George HW Bush a également mis sous embargo puis a bloqué Haïti, suspendant toute aide, à l’exception de l’aide humanitaire:4. 
Après la chute de la famille Duvalier et d'autres régimes militaires, Jean-Bertrand Aristide a été élu en 1990, mais il a été renversé par un coup d'État sept mois plus tard. De 1991 à 1994, l'administration Clinton a imposé un blocus économique qui appauvrit encore le pays, et finalement l'administration Clinton est intervenue militairement en 1994 pour rétablir Aristide au pouvoir:4, Le soutien des États-Unis à Aristide a diminué à la suite de problèmes de corruption et une rébellion armée de février 2004 a conduit à son exil:4.
Après que René Preval ait succédé à Aristide, l'aide a de nouveau afflué en Haïti pour un montant total de 1,5 milliard de dollars entre 1990 et 2005:7. 

## Politique américaine actuelle envers Haïti
Certains experts en politique soutiennent que la politique et les interventions américaines ont aggravé les problèmes en Haïti, faisant du bien-être du pays une responsabilité des États-Unis:5.  La politique américaine à l'égard d'Haïti est officiellement destinée à favoriser et à renforcer la démocratie. aider à réduire la pauvreté, l'analphabétisme et la malnutrition; promouvoir le respect des droits de l'homme ; et lutter contre la migration illégale et le trafic de drogue. Les États-Unis soutiennent et facilitent également les échanges et les investissements bilatéraux, ainsi que la migration légale et les voyages. Les objectifs politiques des États-Unis sont atteints par une action bilatérale directe et par la collaboration avec la communauté internationale. Les États-Unis ont joué un rôle de premier plan dans l'organisation de la participation internationale avec Haïti. Les États-Unis collaborent étroitement avec l'Organisation des États américains (OEA), notamment par l'intermédiaire du groupe "Amis d'Haïti" du Secrétaire général (à l'origine un groupe des Nations unies comprenant les États-Unis, le Canada, la France, le Venezuela, le Chili, l'Argentine)  qui a été élargi en 2001 à l'Allemagne, l'Espagne, la Norvège, le Mexique, le Guatemala, le Belize et les Bahamas ), la Communauté des Caraïbes (CARICOM) et différents pays pour atteindre leurs objectifs politiques. [réf. nécessaire]
Selon un sondage réalisé en 2005-2006, 67 % des Haïtiens émigreraient s'ils le pouvaient, et 2 millions de personnes d'origine haïtienne vivent aux États-Unis, dont 60% sont nés en Amérique. Les quatre cinquièmes des citoyens haïtiens diplômés d'université vivent en dehors d'Haïti. À la suite du tremblement de terre de janvier 2010, le département de la Sécurité intérieure a temporairement arrêté les déportations d'Haïtiens et accordé le statut de protection temporaire aux ressortissants haïtiens pendant 18 mois:ii.
En 2010, Bill Clinton a présenté ses excuses pour avoir demandé à Haïti d'abandonner les droits de douane sur l'importation de riz subventionné en provenance des États-Unis, ce qui avait un effet négatif sur les riziculteurs haïtiens du Nord. Le 24 mai 2010, le programme Haiti Economic Lift Program (HELP) a été signé par la loi américaine, garantissant ainsi des tarifs préférentiels pour les vêtements fabriqués en Haïti. Le 22 octobre 2012, la secrétaire d'État américaine par intérim, Hillary Clinton a prononcé le discours liminaire à l'occasion de l'ouverture du parc industriel controversé de Caracol,,,,.
En 2011, WikiLeaks a révélé des informations montrant que l’administration Obama s’est battue pour maintenir les salaires haïtiens à 31 cents l’heure lorsque le gouvernement haïtien a adopté une loi portant le salaire minimum à 61 cents l’heure,.
Des câbles diplomatiques divulgués par WikiLeaks indiquent également que les États-Unis ont exercé des pressions sur Haïti afin d'essayer de l’empêcher d’adhérer à PetroCaribe — un accord de coopération énergétique entre les pays des Caraïbes et le Venezuela.

## Assistance des États-Unis à l'économie et au développement  en Haïti

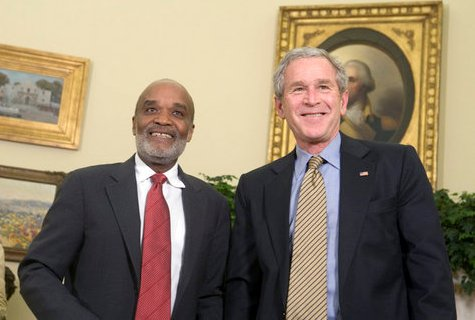
Le président haïtien René Préval (à gauche) et George W. Bush (à droite) au bureau ovale de la Maison Blanche à Washington, DC, le 8 mai 2007.

L'insécurité politique et l'incapacité des gouvernements haïtiens à investir dans le développement des ressources naturelles et humaines du pays ont considérablement contribué à la situation actuelle de sous-développement du pays. Les efforts des États-Unis pour renforcer la démocratie et jeter les bases de la croissance économique visent à remédier à cette situation. Les États-Unis sont le plus grand donateur d’Haïti depuis 1973. Entre 1995 et 2003, les États-Unis ont versé une aide de plus de 850 millions de dollars à Haïti. Depuis 2004, les États-Unis ont fourni plus de 600 millions de dollars pour améliorer la gouvernance, la sécurité, l’état de droit, la reprise économique et les besoins humains critiques. Le budget demandé par le président pour l'exercice 2007 s'élevait à 198 millions de dollars. Les fonds du gouvernement des États-Unis ont été utilisés pour financer des programmes visant à résoudre divers problèmes.
Certains experts ont toutefois critiqué le caractère conditionnel de l'aide américaine à Haïti. L'aide américaine est souvent fournie en fonction de conditions dictées par les objectifs de la politique américaine et non par les institutions haïtiennes. Cela semble être le cas pour certains programmes d'ONG financés par l'USAID:27. USAID a également joué un rôle dans l'éradication du porc créole, un atout important pour les petits agriculteurs haïtiens, dans les années 80 dans le cadre de la lutte contre l'épidémie du virus de la peste porcine africaine.
Haïti souffre depuis des décennies d'un taux de chômage et de sous-emploi extrêmement élevé. La chute brutale des emplois dans le secteur de l’assemblage urbain, qui est passée de plus de 100 000 en 1986 à moins de 20 000 en 2006, a aggravé la pénurie d’emplois. Afin de relancer l'économie, l'assistance américaine tente de créer des opportunités d'emplois stables et durables pour la population croissante, en particulier dans les zones rurales. Plus récemment, des programmes visant à accroître les prêts des banques commerciales aux micro-entreprises, en particulier dans le secteur agricole, ont permis de créer un nombre important d’emplois. L'aide américaine est acheminée principalement par le biais d'organismes bénévoles privés et de sous-traitants afin de garantir la mise en œuvre efficace des programmes d'assistance américains. [réf. nécessaire]

## Combattre le trafic de drogue en Haïti
Haïti est un lieu de transbordement important pour les stupéfiants sud-américains, principalement la cocaïne, envoyés aux États-Unis. Pour contrer cette menace, les États-Unis ont pris un certain nombre de mesures, notamment contrôler et former la division de la police nationale haïtienne chargée de la lutte contre les stupéfiants, fournir une assistance matérielle et une formation aux garde-côtes haïtiens pour lutter contre la drogue et les migrants, les trafiquants sous l'inculpation aux États-Unis.

## Réponse des États-Unis au séisme en Haïti de 2010

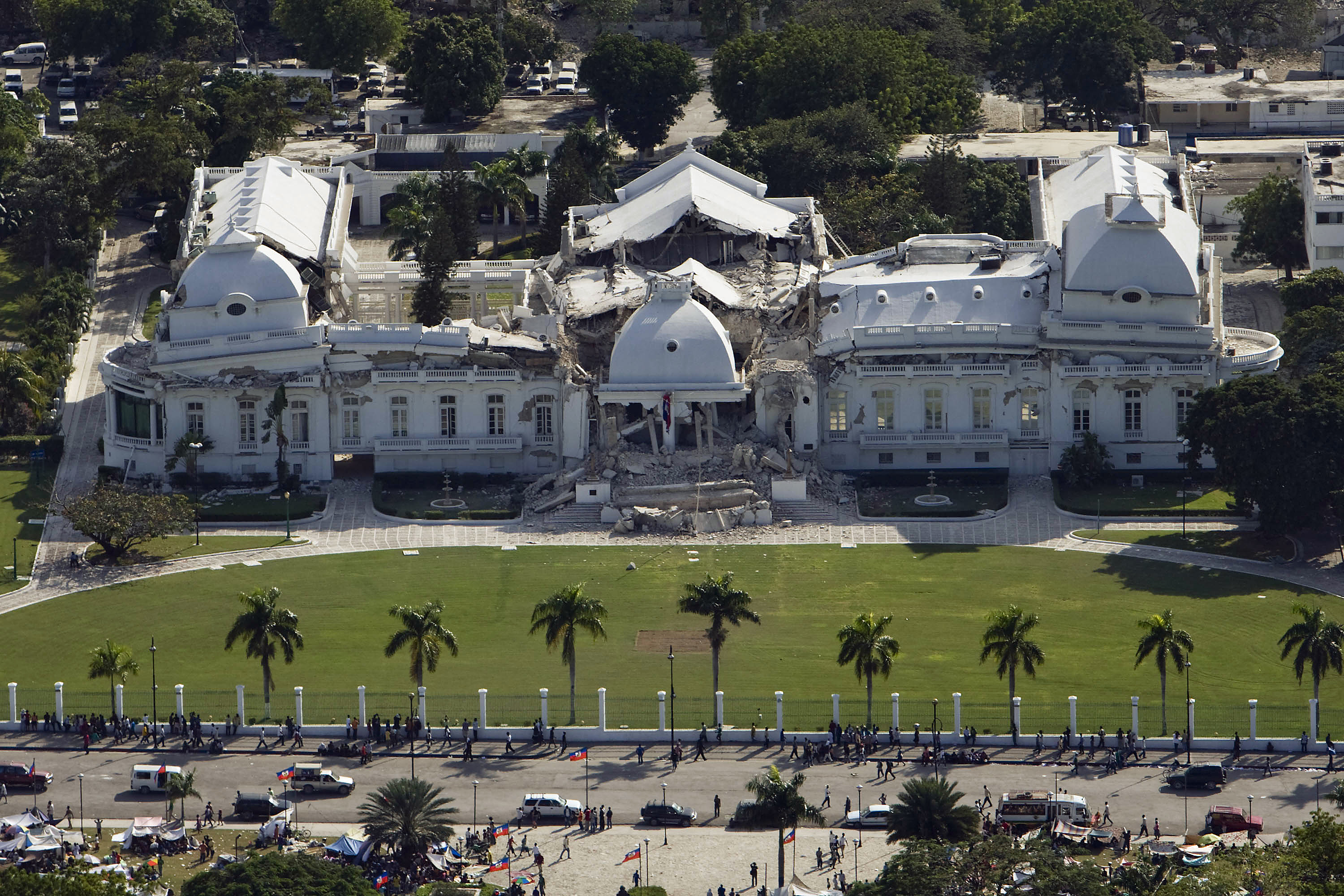
Le Palais national après le séisme de 2010.

Le plus grand séisme jamais enregistré dans l'histoire d'Haïti s'est produit le 12 janvier 2010 et a enregistré une magnitude de 7,0 sur l'échelle de Richter. Le séisme a touché le centre-ville à 15 km au sud-ouest de Port-au-Prince et a causé des dégâts catastrophiques. L'ambassadeur des États-Unis en Haïti, Kenneth H. Merten, a publié une déclaration de catastrophe et l'Agence américaine pour le développement international (USAID) est devenue l'agence chef de file de la réponse du gouvernement américain à la catastrophe. L'USAID a autorisé 50 000 dollars US pour la mise en œuvre initiale d'un programme d'intervention d'urgence. Le gouvernement des États-Unis a également mis en place un groupe de travail interinstitutions chargé de coordonner les efforts de recherche et de sauvetage, le soutien logistique et infrastructurel, la fourniture d'une assistance et l'évaluation des besoins.
Des rapports récents suggèrent qu'une aide humanitaire en nature des États-Unis a perturbé certains marchés intérieurs d'Haïti, y compris la chaîne d'approvisionnement en riz
Bien que le département d'État et le département de la Défense aient réservé 98,5 millions de dollars pour éliminer 1,2 million de mètres cubes de débris, les efforts sont toutefois freinés par le manque d'équipements et de ressources
Le 14 janvier, l'administration Obama a annoncé une aide humanitaire de 100 millions de dollars à Haïti pour répondre à ses besoins immédiats, en plus des fonds préexistants affectés à Haïti. Le Bureau d'assistance en cas de catastrophe à l'étranger (OFDA) de l'USAID a envoyé une équipe d'intervention en cas de catastrophe (DART) composée de 32 membres:11. 

### Réponse militaire américaine
Le Commandement sud des États-Unis (SOUTHCOM) a supervisé la réponse du département de la Défense (DOD) et a déployé des ressources militaires dans le cadre de l'opération United Response, qui appuyait les efforts d'assistance déployés par les États-Unis et la communauté internationale. En février 2010, le département de la Défense avait 20 458 militaires déployés en Haïti ou dans ses eaux. Vingt-six navires de la marine et des garde-côtes, 68 hélicoptères et plus de 50 aéronefs à voilure fixe ont contribué au transport des fournitures, du personnel de secours et de sauvetage et des victimes. Le personnel de commandement des opérations spéciales de l'US Air Force a été envoyé à Port-au-Prince dans les 24 heures qui ont suivi le séisme, a rétabli la capacité de contrôle du trafic aérien et a facilité les opérations aériennes, a fourni des services médicaux immédiats et mené des missions de recherche et de sauvetage. En février 2010, le département de la Défense avait livré 2,1 millions d’eau en bouteille, 1,79 million de rations alimentaires, plus de 100 000 livres de fournitures médicales et plus de 844 000 de carburant en vrac. Parmi les tâches supplémentaires entreprises par le personnel du département de la Défense, citons le traitement des blessés à terre et à flot, la reconnaissance aérienne pour faciliter les opérations de secours / ravitaillement, la distribution de radios commerciales portatives et la mise à disposition de capacités de radiodiffusion pour l'information des services d'urgence:12.

## Commentaire de Donald Trump sur les "pays de désordre"
Le 11 janvier 2018, le journal The Washington Post a rapporté que Donald Trump, dans le cadre d'une discussion sur la protection des immigrés en provenance d'Haïti, d'El Salvador et de pays africains, aurait déclaré: "Pourquoi avons-nous tous ces gens venus de pays de merde ? En outre, il a affirmé que quiconque tentait d'émigrer d'Haïti avait le sida et était "un vecteur du VIH". Après la publication du rapport, Trump a nié sur Twitter l'utilisation du terme "pays de merde", mais a précisé qu’il avait utilisé un langage dur à l’égard des pays. Pendant ce temps, un porte-parole des Nations unies a condamné le commentaire de Trump, le décrivant comme "raciste". Laurent Lamothe, l'ancien Premier ministre d'Haïti, a également critiqué le commentaire de Trump. Après plusieurs jours d'émeutes à la suite des propos de Trump, l'ambassade américaine à Port-au-Prince a été fermée le 23 janvier 2018

## Opportunités commerciales américaines en Haïti
Parmi les autres débouchés pour les entreprises américaines figurent le développement et le commerce de produits agricoles bruts et transformés; fournitures et équipements médicaux; reconstruire et moderniser les infrastructures épuisées en Haïti; développement du tourisme et des secteurs connexes, y compris les arts et l'artisanat; et l'amélioration de la capacité des opérations d'élimination des déchets, de transport, d'énergie, de télécommunications et d'assemblage à l'exportation. Le secteur des assemblages primaires en Haïti comprend les textiles, les composants électroniques et les matériaux d'emballage. Les autres perspectives d'exportation des États-Unis comprennent les machines électroniques, y compris la production d'énergie, le matériel de sonorisation et de télévision, les plastiques et le papier, les matériaux de construction, les appareils sanitaires, le matériel et le bois d'œuvre. Les avantages pour les importateurs et exportateurs haïtiens et américains sont disponibles dans la loi sur le partenariat commercial du bassin des Caraïbes (CBTPA), qui prévoit l'exportation en franchise de droits de nombreux produits haïtiens assemblés à partir de composants ou de matériaux américains. et la loi HOPE, qui prévoit des préférences supplémentaires en franchise de droits pour les vêtements / produits textiles et les faisceaux de câbles automobiles.
Les États-Unis disposent également de possibilités d'exportation pour les véhicules à quatre roues motrices, les appareils électroniques grand public, le riz, le blé, la farine, les graisses animales et végétales, la viande, les légumes et les produits alimentaires transformés. Le gouvernement d'Haïti cherche à réactiver et à développer les industries agricoles où Haïti jouit d'avantages comparatifs, notamment les huiles essentielles, les épices, les fruits et légumes et le sisal. Le gouvernement encourage l'afflux de nouveaux capitaux et d'innovations technologiques. Vous trouverez des informations supplémentaires sur les opportunités d’affaires en Haïti dans le Guide commercial par pays pour Haïti.
Un tiers des importations et 83 % des exportations haïtiennes s'effectuent avec les États-Unis. En outre, la principale source de revenus d’Haïti réside dans les transferts d’argent des ressortissants haïtiens à l’étranger, dont la majorité aux États-Unis.

## Création d'une entreprise américaine en Haïti
Les personnes souhaitant exercer un métier en Haïti doivent obtenir un visa d'immigrant auprès d'un consulat d'Haïti et, dans la plupart des cas, un permis de travail gouvernemental. Les commerçants temporaires et résidents doivent également posséder une carte d’identité professionnelle.
Des restrictions de propriété existent toujours pour les étrangers. Les droits de propriété des étrangers sont limités à 1,29 hectare dans les zones urbaines et à 6,45 hectares dans les zones rurales. Aucun étranger ne peut posséder plus d’une résidence dans le même district, ni posséder de propriété ou d’immeubles à proximité de la frontière. Pour posséder des biens immobiliers, une autorisation du ministère de la Justice est nécessaire.

## Principaux responsables américains en Haïti
- Ambassadeur - Michele J. Sison
- Chef de mission adjoint - Robin Daillo
- Officier des affaires publiques - James Ellickson-Brown
- Directeur USAID - Jene Thomas

## Principaux responsables haïtiens aux États-Unis
- Ambassadeur - Paul Altidor

## Missions diplomatiques
- Haïti a une ambassade à Washington et des consulats généraux à Atlanta, Boston, Chicago, Miami, New York et Orlando[30].
- Les États-Unis ont une ambassade à Port-au-Prince[31].